# Antiochos VII
Antiochos VII Euergetes, även Antiochos VII Sidetes (från Sidon), var kung av seleukiderriket från 138 till 129 f.Kr.. Han var bror till Demetrios II. 
Antiochos kunde bestiga tronen 138 f.Kr. när han besegrade soldatkungen Tryfon, som fördrivit hans bror och den tidigare kungen Demetrios II. Detta följde han upp genom att anfalla Mesopotamien och även för en kort tid erövra det tillsammans med Babylonien och Medien. Hans framgångar tog dock ett abrupt slut när han dödades i ett bakhåll av Parthiens kung Fraates II. Dock hade hans tillfångatagne broder Demetrios blivit frisläppt och kunde överta kungakronan.
Efter Antiochos VII:s död kom det seleukidiska riket att inskränkas endast till det syriska kärnlandet.